# كودام جايا
كودام جايا (بالإنجليزية: Kodam Jaya)‏ هي منطقة سكنية تقع في إندونيسيا في .